# Virslīga 2019
La Virslīga 2019 è stata la 28ª edizione della massima divisione del campionato lettone di calcio dall'indipendenza e la 45ª con questa denominazione. La stagione è iniziata il 9 marzo e terminata il 9 novembre 2019. Il Riga FC ha vinto il campionato per la seconda volta nella sua storia, dopo il successo della stagione precedente.

## Stagione

### Novità
Il Valmiera, ultimo classificato della Virslīga 2018 e inizialmente retrocesso, è stato ripescato per l'allargamento del campionato a 9 squadre; dalla 1. Līga 2018 è stato promosso il BFC Daugavpils, primo classificato.

### Formula
Le 9 squadre partecipanti si affrontano per quattro volte, per un totale di 32 giornate. La squadra campione di Lettonia è ammessa al primo turno di qualificazione della UEFA Champions League 2020-2021. Le squadre classificate al secondo e terzo posto sono ammesse al primo turno di qualificazione della UEFA Europa League 2020-2021, assieme alla vincitrice della coppa nazionale. L'ultima classificata in Virslīga affronta la seconda classificata in 1. Līga in uno spareggio promozione-retrocessione.

## Squadre partecipanti
| Club             | Stagione | Città      | Stadio                             | Stagione precedente             |
| ---------------- | -------- | ---------- | ---------------------------------- | ------------------------------- |
| BFC Daugavpils   |          | Daugavpils | Celtnieks Stadions                 | 1º posto in 1. Līga             |
| Jelgava          |          | Jelgava    | Zemgales Olimpiskais Sporta Centrs | 6º posto in Virslīga            |
| Liepāja          | dettagli | Liepāja    | Daugavas Stadions                  | 4º posto in Virslīga            |
| Metta            |          | Riga       | Hanzas Vidusskolas Laukums         | 7º posto in Virslīga            |
| RFS Riga         |          | Riga       | Stadions Arkādija                  | 3º posto in Virslīga            |
| Riga FC          |          | Riga       | Stadio Skonto                      | Campione di Lettonia            |
| Spartaks Jūrmala | dettagli | Jūrmala    | Stadio Slokas                      | 5º posto in Virslīga            |
| Valmiera         |          | Valmiera   | Stadio Jānis Daliņš                | 8º posto in Virslīga, ripescato |
| Ventspils        |          | Ventspils  | Stadio olimpico di Ventspils       | 2º posto in Virslīga            |

## Classifica finale
|  | Pos. | Squadra          | Pt | G  | V  | N  | P  | GF | GS | DR  |
|  | ---- | ---------------- | -- | -- | -- | -- | -- | -- | -- | --- |
|  | 1.   | Riga FC          | 66 | 32 | 20 | 6  | 6  | 59 | 21 | +38 |
|  | 2.   | RFS Riga         | 59 | 32 | 17 | 8  | 7  | 55 | 32 | +23 |
|  | 3.   | Ventspils        | 47 | 32 | 12 | 11 | 9  | 47 | 43 | +4  |
|  | 4.   | Valmiera         | 46 | 32 | 12 | 10 | 10 | 37 | 34 | +3  |
|  | 5.   | Spartaks Jūrmala | 44 | 32 | 13 | 5  | 14 | 49 | 64 | -15 |
|  | 6.   | Liepāja          | 39 | 32 | 11 | 6  | 15 | 41 | 43 | -2  |
|  | 7.   | Jelgava          | 38 | 32 | 9  | 11 | 12 | 34 | 37 | -3  |
|  | 8.   | BFC Daugavpils   | 31 | 32 | 8  | 7  | 17 | 27 | 50 | -23 |
|  | 9.   | Metta            | 26 | 32 | 6  | 8  | 18 | 35 | 60 | -25 |

Legenda:
      Campione di Lettonia e ammessa alla UEFA Champions League 2020-2021
      Ammesse alla UEFA Europa League 2020-2021
 Ammessa allo spareggio promozione-retrocessione
      Retrocessa in 1. Līga 2020
Note:
Tre punti a vittoria, uno a pareggio, zero a sconfitta.
La classifica viene stilata secondo i seguenti criteri:
- Punti conquistati
- Punti conquistati negli scontri diretti
- Differenza reti negli scontri diretti
- Partite vinte
- Differenza reti generale
- Reti totali realizzate
- Miglior rapporto goal (goal fatti/goal subiti)
- Fair-play ranking
- Spareggio

## Risultati

### Partite (1-18)
|                | BFC  | Jel  | Lie  | Met  | RFS  | Rig  | Spa  | Val  | Ven  |
| -------------- | ---- | ---- | ---- | ---- | ---- | ---- | ---- | ---- | ---- |
| BFC Daugavpils | –––– | 0-2  | 1-0  | 1-0  | 0-1  | 0-1  | 4-1  | 1-0  | 0-3  |
| Jelgava        | 1-0  | –––– | 1-2  | 1-2  | 0-0  | 0-1  | 0-3  | 0-1  | 2-1  |
| Liepāja        | 2-3  | 1-0  | –––– | 2-1  | 0-0  | 1-2  | 0-1  | 1-0  | 4-0  |
| Metta          | 0-1  | 2-1  | 1-2  | –––– | 1-2  | 1-2  | 3-0  | 1-4  | 2-1  |
| RFS Riga       | 3-2  | 2-1  | 2-0  | 2-2  | –––– | 3-1  | 0-0  | 0-1  | 4-1  |
| Riga FC        | 4-0  | 1-1  | 1-0  | 2-1  | 2-0  | –––– | 6-1  | 0-1  | 2-0  |
| Spartaks       | 3-0  | 1-2  | 1-0  | 1-0  | 2-3  | 0-4  | –––– | 2-0  | 4-3  |
| Valmiera       | 2-0  | 0-0  | 1-0  | 0-2  | 0-2  | 1-0  | 1-2  | –––– | 1-1  |
| Ventspils      | 1-1  | 1-1  | 1-1  | 2-0  | 2-0  | 1-0  | 2-1  | 2-2  | –––– |

### Partite (19-36)
|                | BFC  | Jel  | Lie  | Met  | RFS  | Rig  | Spa  | Val  | Ven  |
| -------------- | ---- | ---- | ---- | ---- | ---- | ---- | ---- | ---- | ---- |
| BFC Daugavpils | –––– | 2-2  | 1-0  | 0-0  | 0-1  | 0-3  | 2-3  | 2-2  | 1-1  |
| Jelgava        | 2-2  | –––– | 0-0  | 1-0  | 1-1  | 0-0  | 5-2  | 0-0  | 1-2  |
| Liepāja        | 1-2  | 3-1  | –––– | 2-1  | 3-3  | 2-2  | 2-2  | 2-3  | 1-2  |
| Metta          | 1-0  | 0-3  | 2-3  | –––– | 1-1  | 0-4  | 1-1  | 0-0  | 3-3  |
| RFS Riga       | 2-0  | 2-0  | 1-2  | 6-1  | –––– | 1-2  | 6-0  | 1-0  | 2-1  |
| Riga FC        | 2-0  | 0-1  | 1-0  | 5-0  | 1-1  | –––– | 4-1  | 0-0  | 0-0  |
| Spartaks       | 2-0  | 1-2  | 4-2  | 2-2  | 1-0  | 2-4  | –––– | 3-0  | 0-1  |
| Valmiera       | 1-1  | 3-1  | 2-1  | 3-3  | 1-3  | 0-1  | 3-0  | –––– | 2-0  |
| Ventspils      | 3-0  | 1-1  | 0-1  | 2-1  | 3-0  | 2-1  | 2-2  | 2-2  | –––– |

## Spareggio promozione/retrocessione
Allo spareggio partecipano il Metta, nono classificato in Virslīga, e il Super Nova, secondo classificato della 1. Līga.
|            | Risultati |            | Luogo e data           |
| ---------- | --------- | ---------- | ---------------------- |
| Metta      | 0 - 0     | Super Nova | Riga, 13 novembre 2019 |
| Super Nova | 1 - 3     | Metta      | Riga, 16 novembre 2019 |
|            |           |            |                        |

## Statistiche

### Capoliste solitarie
|    | —— | ——       | ——       | ——       | ——       | ——       | ——       | ——       | ——       | ——       | ——       | ——  | ——  | ——  | ——  | ——  | ——      | ——      | ——      | ——      | ——      | ——      | ——  | ——      | ——      | ——      | ——      | ——      | ——      | ——      | ——      | ——      | ——      | ——      | ——      | —— |  |
|    |    | RFS Riga | RFS Riga | RFS Riga | RFS Riga | RFS Riga | RFS Riga | RFS Riga | RFS Riga | RFS Riga | RFS Riga |     |     | RFS |     |     | Riga FC | Riga FC | Riga FC | Riga FC | Riga FC | Riga FC |     | Riga FC | Riga FC | Riga FC | Riga FC | Riga FC | Riga FC | Riga FC | Riga FC | Riga FC | Riga FC | Riga FC | Riga FC |    |  |
|    |    |          |          |          |          |          |          |          |          |          |          |     |     |     |     |     |         |         |         |         |         |         |     |         |         |         |         |         |         |         |         |         |         |         |         |    |  |
|    |    |          |          |          |          |          |          |          |          |          |          |     |     |     |     |     |         |         |         |         |         |         |     |         |         |         |         |         |         |         |         |         |         |         |         |    |  |
| 1ª | 2ª | 3ª       | 4ª       | 5ª       | 6ª       | 7ª       | 8ª       | 9ª       | 10ª      | 11ª      | 12ª      | 13ª | 14ª | 15ª | 16ª | 17ª | 18ª     | 19ª     | 20ª     | 21ª     | 22ª     | 23ª     | 24ª | 25ª     | 26ª     | 27ª     | 28ª     | 29ª     | 30ª     | 31ª     | 32ª     | 33ª     | 34ª     | 35ª     | 36ª     |    |  |

### Classifica marcatori
| Gol |  |  | Giocatore              | Squadra          |
| --- |  |  | ---------------------- | ---------------- |
| 15  |  |  | Darko Lemajić          | Riga FC          |
| 11  |  |  | Tosin Aiyegun          | Ventspils        |
| 11  |  |  | Nemanja Belaković      | Spartaks Jurmala |
| 10  |  |  | Tamirlan Džamalutdinov | Metta            |
| 8   |  |  | Vüqar Əsgərov          | BFC Daugavpils   |
| 8   |  |  | Tomáš Šimkovič         | RFS Riga         |
| 7   |  |  | Tolu Arokodare         | Valmiera         |
| 7   |  |  | Roman Debelko          | Riga FC          |
| 7   |  |  | Jānis Ikaunieks        | Liepaja          |